# حرب غواراني

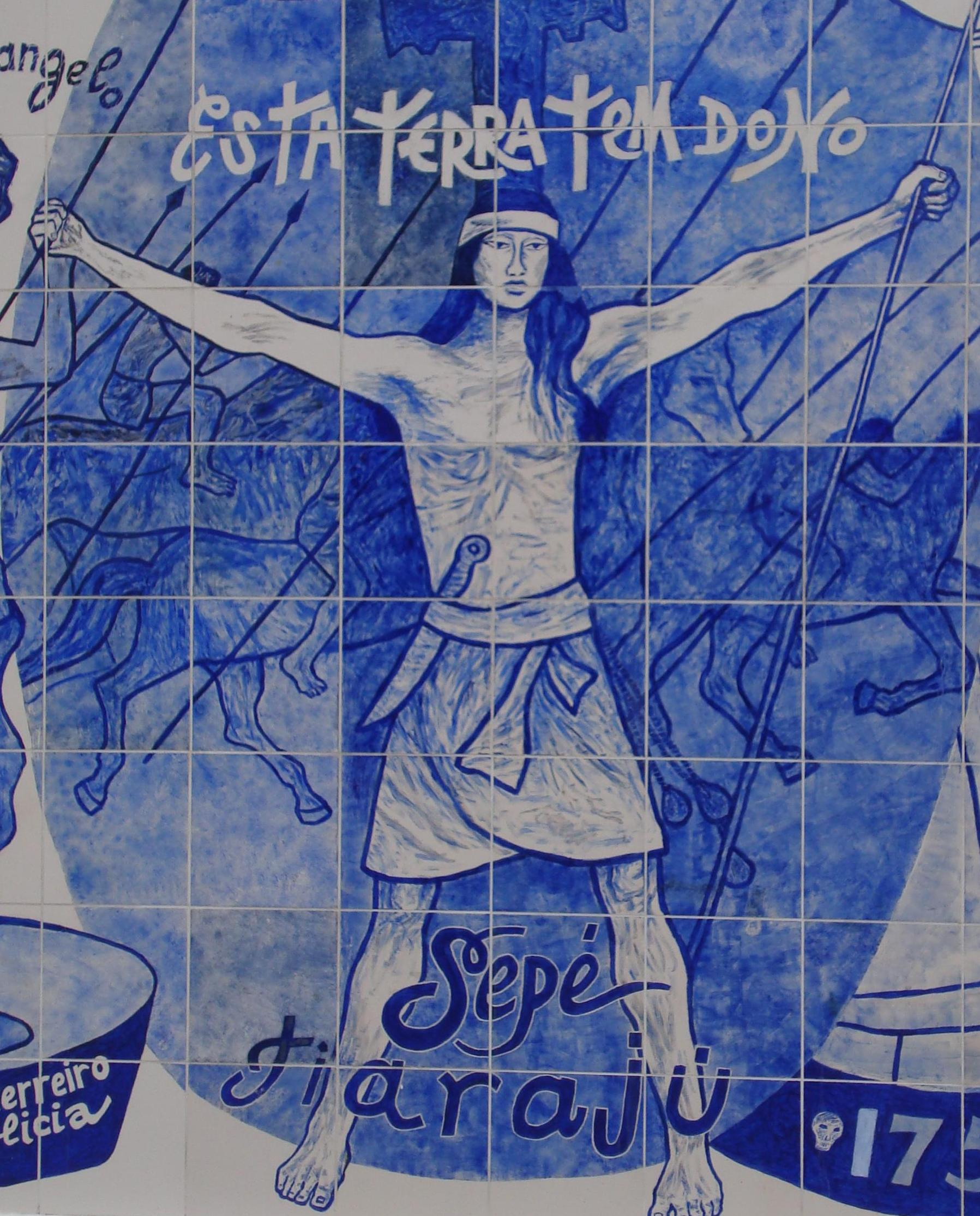
تصوير حديث لـ سيبي تياراجو ، زعيم المتمردين لشعب الغواراني، في نصب ريو غراندي دو سول الملحمي التذكاري، عند مدخل محطة ميركادو لمترو بورتو أليغري.

حرب غواراني ((بالإسبانية: Guerra Guaranítica)‏ ، (بالبرتغالية: Guerra Guaranítica‏)) من عام 1756 ، والتي تسمى أيضًا حرب المستوطنات السبع ، وقعت بين قبائل غواراني المكونة من سبع مستوطنات يسوعية والقوات الإسبانية البرتغالية المُشتركة. وكانت نتيجة لمعاهدة مدريد لعام 1750 ، التي وضعت خط ترسيم الحدود بين الأراضي الاستعمارية الإسبانية والبرتغالية في أمريكا الجنوبية.
كانت الحدود المرسومة بين البلدين هي نهر الأوروغواي، حيث تمتلك البرتغال الأرض الواقعة شرق النهر. كان من المقرر تفكيك المستوطنات اليسوعية السبع شرق نهر الأوروغواي، ونقلها إلى الجانب الغربي الإسباني من النهر. سميت المستوطنات السبع بأسماء : سان ميغيل وسانتو أنجيل وسان لورينزو مارتير وسان نيكولاس وسان خوان باوتيستا وسان لويس غونزاغا وسان فرانسيسكو دي بورخا. كانت هذه المستوطنات من أكثرالمستوطنات اكتظاظًا بالسكان في أمريكا الجنوبية حيث بلغ عدد سكانها 26,362 نسمة، وفقًا لتعداد اليسوعي، والعديد منها في المناطق المحيطة.
في عام 1754 ، استسلم اليسوعيون في منطقة المستوطنات السبع ، لكن شعوب غواراني بقيادة سيبي تياراجو، رفض الامتثال لأمر الترحيل الاستعماري. فشلت الجهود التي بذلها الجيش الإسباني في عام 1754 لإزالة قبائل غواراني بالقوة من المنطقة. في 10 فبراير 1756 ، قاتلت قوة مشتركة من 3000 جندي إسباني وبرتغالي شعب غواراني في معركة كايبواتي. أسفر عن مقتل 1511 من الغواراني، بينما عانى الأوروبيون من 4 حالات وفاة فقط. في أعقاب المعركة، احتل الجيش الإسباني البرتغالي المُشترك منطقة المستوطنات السبع.
في النهاية، ألغت إسبانيا والبرتغال معاهدة عام 1750 في معاهدة إل باردو (1761)، مع استعادة إسبانيا السيطرة على منطقة المستوطنات السبع والأراضي المُحيطة بها.

## الخلفية
تأسست البعثات اليسوعية في أوائل القرن السابع عشر من قبل المبشرين اليسوعيين الإسبان. بالنسبة لمعظم تاريخ البعثات، قاتل الغواراني مع تجار الرقيق البرتغاليين البرازيليين الذين سعوا إلى الاستيلاء على الغواراني لبيعهم في البرازيل. تم إجبار الغواراني على القتال من أجل إسبانيا في العديد من النزاعات الاستعمارية مع البرتغاليين. وتم التوقيع على معاهدة مدريد في عام 1750 لإنهاء الصراع الحدودي الاستعماري المستمر بين إسبانيا والبرتغال. بموجب المعاهدة تم التنازل عن البؤرة الاستيطانية كولونيا ديل ساكرامنتو لإسبانيا ووضعت الحدود بين الإمبراطوريتين بِنهر الأوروغواي. التنازل أضاف أراضِِ جديدة للبرتغال، بما في ذلك المستوطنات اليسوعية السبع. لكن الغواراني رفضوا الخروج من مستوطنات البعثة اليسوعية التي تم التنازل عنها للبرتغال، أو قبول حُكم البرتغاليين.

## الصراع
رفض الغواراني قبول الحكم البرتغالي ورفضوا مُغادرة مستوطنات البعثة. في عام 1754 تم إرسال القوات العسكرية الإسبانية والبرتغالية لإجبار الغواراني على مغادرة المنطقة. كان هناك قتال غير حاسم طوال عام 1754 بين مُتمردي غواراني تحت قيادة سيبي تياراخو والقوات البرتغالية والإسبانية المُشتركة بقيادة فريري دي أندرادي. بحلول نهاية عام 1754 تم توقيع هدنة بين غواراني والقوات الإسبانية والبرتغالية.
استؤنفت الأعمال العدائية في عام 1756 عندما تم إرسال جيش من 3000 جندي إسباني وبرتغالي ومساعد محلي تحت قيادة خوسيه دي أندونايغي وفريري دي أندرادي لإخضاع متمردي غواراني. في 7 فبراير 1756 قُتِل زعيم الغواراني سيبي تياراخو، في مناوشة مع القوات الإسبانية والبرتغالية. بعد ثلاثة أيام هُزِم الغواراني في معركة كايباتي. وقتل 1,511 من الغواراني وأسر 152 بينما قتل 4 من الإسبان والبرتغاليين وأصيب نحو 30. بعد هزيمة الغواراني، احتلت القوات الإسبانية والبرتغالية المستوطنات اليسوعية.

## آثار الحرب
بعد هزيمة قبائل غواراني، أجبر الإسبان والبرتغاليون الغواراني التخلي عن المستوطنات السبع التي تم التنازل عنها للبرتغال في معاهدة مدريد والانتقال إلى الأراضي التي تُسيطر عليها إسبانيا. ووفقا لتعداد أجري في عام 1756، كان عدد سكان الغواراني من البعثات السبع 14,284 ، وهو ما يقل بحوالي 15,000 عن عدد السكان في عام 1750. احتل البرتغاليون البرازيليون المستوطنات اليسوعية السابقة حتى عام 1759 عندما أنهت إسبانيا معاهدة مدريد من جانب واحد واستعادت أراضي البعثات السبع. تم وضع اللمسات الأخيرة على حدود منطقة لابلاتا الاستعمارية بموجب معاهدة سان إلديفونسو في عام 1777.

## في الثقافة
- يعتمد فيلم المهمة عام 1986 على هذه الأحداث.
- تتميز رواية كانديد التي كتبها فولتير عام 1759 بمنافسة شخصية فخرية مع كل من البرتغاليين واليسوعيين خلال حرب غواراني

## روابط خارجية
- تاريخ الغواراني
- معاهدة مدريد - 1750
- جيمس شوفيلد سايغر The Guarani تحت الحكم الإسباني في ريو دي لا بلاتا - مراجعة لكتاب باربرا آن غانسون
- البعثات اليسوعية
- هارفارد مراجعة المادة على الغواراني واليسوعيين